# Double O
Double O (imenom Ivan) je hardcore/gabber producent iz Osijeka, Hrvatska.
S produkcijom glazbe započeo je 2002. kada je s nekim besplatnim softwareom stvarao jednostavne hardcore/techno pjesme. Oko 2004., odlučio je producirati teže i mnogo složenije pjesme služeći se mnogo sofisticiranijim softwareom poput Fruity Loopsa (FL Studio) zajedno s nekim VST dodatcima i tako danas većinom producira hardcore pjesme pod utjecajem darkcorea i industriala.